# (21194) 1994 PN1
(21194) 1994 PN1 là một tiểu hành tinh vành đai chính. Nó được phát hiện bởi Robert H. McNaught ở Đài thiên văn Siding Spring ở Coonabarabran, New South Wales, Australia, ngày 11 tháng 8 năm 1994.